# 戈洛夫奇齊
50°26′55″N 25°37′38″E / 50.44861°N 25.62722°E
霍洛夫奇齊（烏克蘭語：Головчиці），是烏克蘭西北部的村莊，隸屬里夫內州的杜布諾區。該村面積7.25平方公里，海拔高度220米，2001年人口116，人口密度每平方公里16人。